# Arend van 't Hoft
Arend van 't Hoft (nascido em 31 de agosto de 1933) é um ex-ciclista holandês.

## Carreira
Defendeu as cores dos Países Baixos participando na prova individual e por equipes do ciclismo de estrada nos Jogos Olímpicos de 1952, disputadas na cidade de Helsinque, Finlândia.